# György Kurtág
György Kurtág, uttal: [ˈɟørɟ ˈkurtaːɡ] född 19 februari 1926 i Lugoj är en ungersk tonsättare och musikpedagog.
Kurtág studerade i Paris och Budapest, bland annat för Messiaen och Milhaud. År 1967 blev han professor i kammarmusik vid Liszt-akademien.

## Verk i urval
- Játékok (1973-76)
- Requiem po drugu, för sopran och piano (1987)
- Dubbelkonsert för piano, cello och två kammarensembler (1989-90)
- Lebenslauf för två pianon och två bassetthorn (1992)